# Захарова, Надежда Николаевна
Надежда Николаевна Захарова (1935—2004) — советский и российский педагог. Народный учитель СССР (1984).

## Биография
Надежда Захарова родилась 10 октября 1935 года в Московской области.
В 1940 году семья переехала в село Михеево Раменского района. После окончания десятилетки поступила в Коломенский педагогический институт (ныне Государственный социально-гуманитарный университет).
Начиная с 1957 года работала в Никоновской средней школе Раменского района сначала учителем физики, завучем (с 1960), а с 1967 — директором, которой руководила вплоть до 1999 года. Уйдя с руководящей должности, вновь вернулась к работе учителя.
Была умелым руководителем, талантливым организатором, творческой личностью. Благодаря её энергии, авторитету и неустанным заботам в 1986 году было построено новое здание Никоновской средней школы, которую она возглавляла в течение 32 лет.
Дважды избиралась депутатом Верховного Совета РСФСР, трижды — депутатом Раменского горсовета, была постоянным участником районных, областных и республиканских педагогических конференций.
Умерла 18 ноября 2004 года. Похоронена на новом кладбище в селе Никоновское Раменского района Московской области.

## Звания и награды
- Народный учитель СССР (1988)
- Орден Трудового Красного Знамени
- Медаль «В память 850-летия Москвы»
- Отличник народного просвещения РСФСР
- Почётный гражданин Раменского района (2000).